# Бајелмон
Бајелмон (фр. Bailleulmont) насеље је и општина у североисточној Француској у региону Север-Па де Кале, у департману Па де Кале која припада префектури Арас.
По подацима из 2011. године у општини је живело 255 становника, а густина насељености је износила 47,13 становника/km². Општина се простире на површини од 5,41 km². Налази се на средњој надморској висини од 125 метара (максималној 158 m, а минималној 106 m).

## Демографија
| 1962. | 1968. | 1975. | 1982. | 1990. | 1999. | 2011. |
| ----- | ----- | ----- | ----- | ----- | ----- | ----- |
| 207   | 214   | 214   | 249   | 282   | 253   | 255   |

График промене броја становника у току последњих година